# 千藤三樹男
千藤 三樹男（せんどう みきお、1947年9月28日 - ）は、岐阜県岐阜市出身（福岡県門司市大里新原町 (現：北九州市門司区)生まれ）の元プロ野球選手（外野手）・コーチ、解説者。

## 経歴

### プロ入りまで
中学校まで門司で過ごす。県立岐阜商では、2年次の1964年に6番打者、中堅手として夏の甲子園に出場。準決勝まで進出するが、早鞆高の亀井進に0-1で完封を喫する。3年次の1965年夏は三岐大会岐阜県予選準々決勝で岐阜短大付に惜敗し、甲子園出場を逸する。
高校卒業後は1966年に早稲田大学へ進学し、東京六大学野球リーグでは在学中2回の優勝を経験。特に3年次の1968年秋季リーグでは、田淵幸一・山本浩司・富田勝の「三羽烏」を擁する法大を降して優勝を飾った。リーグ通算64試合出場、206打数54安打、4本塁打、24打点、打率.262を記録。同期に谷沢健一・荒川尭・小田義人らがおり、自身も含め7人がプロ入りしている。
大学卒業後は1970年に北海道拓殖銀行へ入社し、同年の都市対抗に4番打者として出場するが、2回戦の試合直前に故障欠場。チームは住友金属の山本堯一に完封負けを喫する。1971年には電電北海道の補強選手として都市対抗に連続出場するが、2回戦で三協精機に敗退。この時のチームメイトにプロで同僚となる村井英司がいる。

### 現役時代
同年のドラフト7位で東映フライヤーズに入団し、1年目の1972年は開幕戦である4月9日の西鉄戦ダブルヘッダー第1試合（小倉）で初出場。7番打者、右翼手として先発出場を果たし、第2試合では東尾修から初安打を含む2安打を放った。その後はボブ・クリスチャンの控えに回るが、8月には定位置を奪還。9月5日のロッテ戦（後楽園）で倉持明から初本塁打を放つと、同17日のロッテ戦（東京）では成重春生から2本目を記録。この年は4本放っているが、4本中2本がロッテからのものとなった。同年は49試合に先発出場、打率.280を記録した。球団名が「日拓ホームフライヤーズ」となった2年目の1973年は開幕からレギュラー右翼手となり、自己最多の127試合に出場して規定打席（14位、打率.275）にも到達。守備にも優れ同年は11補殺を記録している。1975年オフの11月8日には「東京六大学野球連盟結成50周年記念試合プロOB紅白戦」メンバーに選出され、早大の先輩である荒川博監督率いる白軍の選手として出場。1976年まで中心打者として活躍するが、1977年は故障もあってシーズン中盤を欠場。1978年には規定打席には到達しなかったが、自身唯一となる3割超えの打率.305を記録し、オールスターゲームにも出場。全3試合に途中出場し、3打数1安打であった。その後は外国人選手の起用もあって出場機会が減少し、チームが19年ぶりのリーグ優勝に輝いた1981年限りで現役を引退。
プロ野球選手になれた喜びが強く、現役当時から非常にファンを大切にしており、試合終了後には最後までファンにサインをし続けた。伊集院光は、後楽園球場での日本ハム戦を初観戦した際、千藤にサインを貰ったことがきっかけで日本ハムファンになった。

### 引退後
引退後は日本ハムで二軍打撃コーチ補佐（1982年 - 1984年）→一軍打撃コーチ（1985年 - 1991年）を務め、退団後はニッポン放送・J SPORTS解説者を務めていたが、2006年からはSTVラジオの解説者に復帰。『STVファイターズスタジアム』の解説者として活動していたが、2017年からは札幌テレビの解説者としても活動する。
2008年2月、“市岐商”こと岐阜市立岐阜商業高等学校の学校法人立命館への移管問題に端を発した岐阜市長の出直し選挙において、市岐商存続派の市議会議員から市長選への出馬要請を受けていたが、明けて2009年1月初旬新人擁立への不安や選挙態勢を整える期間が短いことを理由に議員側が出馬要請を撤回した。出直し市長選は存続派が1月18日の告示日までに対立候補を擁立することができず、立命館誘致を目指す現職市長の細江茂光以外立候補の届出がなく、無投票で再選が決まった。

## 詳細情報

### 年度別打撃成績
| 年 度      | 球 団              | 試 合 | 打 席 | 打 数 | 得 点 | 安 打 | 二 塁 打 | 三 塁 打 | 本 塁 打 | 塁 打 | 打 点 | 盗 塁 | 盗 塁 死 | 犠 打 | 犠 飛 | 四 球 | 敬 遠 | 死 球 | 三 振 | 併 殺 打 | 打 率 | 出 塁 率 | 長 打 率 | O P S |
| ---------- | ------------------ | ----- | ----- | ----- | ----- | ----- | -------- | -------- | -------- | ----- | ----- | ----- | -------- | ----- | ----- | ----- | ----- | ----- | ----- | -------- | ----- | -------- | -------- | ----- |
| 1972       | 東映 日拓 日本ハム | 65    | 203   | 182   | 21    | 51    | 8        | 0        | 4        | 71    | 24    | 2     | 1        | 3     | 4     | 12    | 0     | 2     | 21    | 4        | .280  | .325     | .390     | .715  |
| 1973       | 東映 日拓 日本ハム | 127   | 507   | 444   | 55    | 122   | 16       | 3        | 10       | 174   | 57    | 2     | 3        | 8     | 7     | 44    | 0     | 4     | 25    | 8        | .275  | .341     | .392     | .733  |
| 1974       | 東映 日拓 日本ハム | 113   | 405   | 356   | 31    | 91    | 9        | 3        | 6        | 124   | 39    | 3     | 6        | 8     | 4     | 30    | 0     | 7     | 22    | 7        | .256  | .322     | .348     | .671  |
| 1975       | 東映 日拓 日本ハム | 117   | 412   | 384   | 42    | 108   | 17       | 1        | 5        | 142   | 36    | 7     | 7        | 4     | 3     | 20    | 2     | 1     | 28    | 7        | .281  | .316     | .370     | .686  |
| 1976       | 東映 日拓 日本ハム | 101   | 306   | 279   | 28    | 78    | 6        | 1        | 6        | 104   | 23    | 0     | 2        | 6     | 1     | 18    | 2     | 2     | 24    | 7        | .280  | .327     | .373     | .699  |
| 1977       | 東映 日拓 日本ハム | 61    | 157   | 143   | 10    | 29    | 0        | 1        | 2        | 37    | 14    | 1     | 0        | 2     | 3     | 6     | 0     | 2     | 15    | 5        | .203  | .240     | .259     | .499  |
| 1978       | 東映 日拓 日本ハム | 103   | 330   | 295   | 29    | 90    | 10       | 3        | 4        | 118   | 35    | 1     | 3        | 3     | 3     | 27    | 1     | 2     | 18    | 8        | .305  | .364     | .400     | .764  |
| 1979       | 東映 日拓 日本ハム | 60    | 87    | 79    | 7     | 16    | 2        | 0        | 2        | 24    | 10    | 0     | 0        | 0     | 2     | 4     | 1     | 2     | 3     | 3        | .203  | .253     | .304     | .557  |
| 1980       | 東映 日拓 日本ハム | 54    | 119   | 110   | 12    | 32    | 5        | 0        | 3        | 46    | 13    | 0     | 1        | 0     | 0     | 8     | 0     | 1     | 13    | 5        | .291  | .345     | .418     | .763  |
| 1981       | 東映 日拓 日本ハム | 9     | 9     | 8     | 0     | 0     | 0        | 0        | 0        | 0     | 1     | 0     | 0        | 0     | 1     | 0     | 0     | 0     | 1     | 2        | .000  | .000     | .000     | .000  |
| 通算：10年 | 通算：10年         | 810   | 2535  | 2280  | 235   | 617   | 73       | 12       | 42       | 840   | 252   | 16    | 23       | 34    | 28    | 169   | 6     | 23    | 170   | 56       | .271  | .324     | .368     | .692  |

- 東映（東映フライヤーズ）は、1973年に日拓（日拓ホームフライヤーズ）に、1974年に日本ハム（日本ハムファイターズ）に球団名を変更

### 記録
- オールスターゲーム出場：1回 （1978年）

### 背番号
- 9 （1972年 - 1981年）
- 72 （1982年 - 1991年）

## 関連情報

### 現在の出演番組
- Dramatic Game 1844
- STVファイターズLIVE